# Marià Paieres i Borràs
Marià Paieres i Borràs, també conegut en castellà com a Mariano Payeras Borrás o Padre Mariano Payeras, (Inca, 10 d'octubre de 1769 - Lompoc, 28 d'abril de 1823) fou un sacerdot catòlic mallorquí, missioner a Amèrica amb l'Ordre dels franciscans.
Va néixer a Inca, a l'illa de Mallorca, fill de Pere Antoni Paieres i Gerònima Borràs i va ingressar a l'orde franciscà. El 5 de setembre de 1784 va rebre l'hàbit de Sant Francesc a Palma i el febrer de 1793 va deixar l'illa per assistir al Col·legi de Sant Ferran de Mèxic, que va formar missioners per a treballar entre les poblacions indígenes. Un cop allà, va intervenir en les següents missions: 
- Missió San Carlos Borromeo de Carmelo (1796-1798)
- Missió Nuestra Señora de la Soledad (1798–1803)
- Missió de San Diego de Alcalá (1803-1804)
- Missió La Purísima Concepción (1804-1823)[4]

L'any 1812, quan el pare Esteve Tapis es va retirar, Paieres va ser elegit pare-president de les missions espanyoles de Califòrnia, ocupant el càrrec des del juliol de 1815 fins a l'abril de 1820. Durant el seu mandat, el pare Tapis va dirigir la fundació de la Missió San Antonio de Pala ("Pala Asistencia") el 1816, la Missió San Rafael Arcángel el 1817, la Santa Ysabel Asistencia el 1818 i la San Bernardino Asistencia, fundada el 1819. Durant el mateix període, Paieres va responsabilitzar-se del càrrec de vicari forà del bisbe de Sonora, a la jurisdicció del qual pertanyia Califòrnia. El 1819, el Col·legi de Sant Ferran de Mèxic el va elegir comissari-prefecte de les missions, amb la qual cosa, en diverses ocasions, va visitar les vint missions existents llavors, des de San Diego fins a San Rafael, a una distància de més de sis-centes milles.
El zelós prelat també va dirigir diverses expedicions a territoris amb presència de nadius amb el propòsit de trobar llocs adequats per a noves missions. Sis mesos abans de la seva mort, va acompanyar una expedició als assentaments russos del comtat de Sonoma i, per tant, probablement va accelerar la seva desaparició. El 1819, va rebre les gràcies del rei d'Espanya pels seus serveis durant la revolta de Bouchard. Mentre estava al capdavant de la Missió La Purísima Concepción, va compilar un catecisme en la llengua dels indis, que va ser utilitzat però mai publicat. L'historiador i etnòleg estatunidenc Hubert Howe Bancroft va manifestar que «no hi havia cap frare amb una capacitat millor i més equilibrada». També va afegir que «Era impossible barallar-se amb ell. Tenia una capacitat de negociació extraordinària, era un escriptor clar i forçut, a més de voluminós, i un home amb molta força mental i fermesa de caràcter».